# Suanzes (métro de Madrid)
Pour les articles homonymes, voir Suanzes.
Suanzes est une station de la ligne 5 du métro de Madrid, en Espagne.

## Situation
La station se situe entre Torre Arias au nord-est, en direction de Alameda de Osuna et Ciudad Lineal au sud-ouest, en direction de Casa de Campo. Elle est établie sous la rue d'Alcalá, à l'intersection avec la rue Valentin Beato, dans l'arrondissement de San Blas-Canillejas. Elle possède deux voies et deux quais latéraux.

## Historique
La station est ouverte le 18 janvier 1980, lors de la mise en service d'une section de la ligne 5 entre Ciudad Lineal et Canillejas.

## Service des voyageurs

### Accueil
La station possède deux accès sur la rue d'Alcalá équipés d'escaliers et d'escaliers mécaniques, mais sans ascenseur.

### Intermodalité
La station est en correspondance avec les lignes d'autobus n°77, 105 et N5 du réseau EMT.

## Site desservi
La station est située en face du parc de la Quinta de los Molinos.